# Marsz 4 czerwca
Marsz 4 czerwca – antyrządowy protest zorganizowany przez Platformę Obywatelską 4 czerwca 2023 w Warszawie. Pochód rozpoczął się o godz. 12:00 na placu Na Rozdrożu od przemówień Donalda Tuska i Lecha Wałęsy i zakończył się na placu Zamkowym o godzinie 15:30.
Marsz kilkukrotnie przekroczył frekwencyjne szacunki organizatorów i mógł być najliczniejszym w historii III RP (około 300–500 tysięcy uczestników), a dane ze statystyk internetowych pokazują, że był to wiec o największym zasięgu medialnym w historii współczesnej Polski (zasięg rzędu 300 milionów ekspozycji).

## Historia i postulaty
14 kwietnia 2023 Sejm głosami posłów Prawa i Sprawiedliwości oraz ich koalicjantów przegłosował projekt ustawy zakładającej powołanie komisji ds. badania wpływów rosyjskich na bezpieczeństwo wewnętrzne Rzeczypospolitej Polskiej w latach 2007–2022. Ustawa ta, ze względu na możliwość zakazania przez komisję pełnienia funkcji publicznych, została nazwana przez część mediów i publicystów „lex anty-Tusk” lub „lex dopaść Tuska”, gdyż w ocenie tych środowisk jej rzeczywistym celem miałoby być wyeliminowanie z życia politycznego przewodniczącego Platformy Obywatelskiej i byłego premiera Donalda Tuska. Środowiska związane z rządem próbowały bronić ustawy, nazywając ją „lex anty-Putin”. Charakter ustawy został skrytykowany przez większość środowisk prawniczych twierdzących, że jest on niezgodny z konstytucją. Następnego dnia Donald Tusk w swoim wpisie na Twitterze wezwał swoich zwolenników na organizowany przez niego marsz, który miałby rozpocząć się 4 czerwca w samo południe. Oprócz sprzeciwu wobec nowej ustawy, demonstracja miała wyrazić sprzeciw wobec drożyzny, złodziejstwa, kłamstwa oraz ogólnie przeciwko rządom PiS.
Data wydarzenia miała na celu upamiętnienie rocznicy częściowo wolnych wyborów parlamentarnych w 1989 roku, a godzina rozpoczęcia wydarzenia nawiązywała do kultowego plakatu „W samo południe. 4 czerwca 1989” autorstwa Tomasza Sarneckiego. Wezwanie Donalda Tuska spotkało się z entuzjastyczną i niemal natychmiastową reakcją internautów.
Podczas obchodów Święta Narodowego Trzeciego Maja w Warszawie i odsłonięcia muralu „KON STY TUC JA” według plakatu autorstwa Luki Rayskiego, Tusk przedstawił trasę marszu.
26 maja na 76. posiedzeniu Sejmu IX kadencji senackie weto przeciwko powołaniu komisji zostało odrzucone. Podczas obrad izby niższej parlamentu uwagę mediów zwrócił przewodniczący PO, który pierwszy raz od czasu powrotu do krajowej polityki w 2021 r. pojawił się na galerii sejmowej. 29 maja prezydent Andrzej Duda podpisał oraz wysłał do Trybunału Konstytucyjnego w trybie następczym „lex anty-Tusk”, co spotkało się z krytyką wielu środowisk, polskiej i zagranicznej prasy i prawników oraz doprowadziło do zwiększenia zainteresowania marszem w przestrzeni publicznej. Po podpisaniu ustawy część naukowców będących w organach doradczych prezydenta Dudy zrezygnowało ze swojej funkcji i część z nich zapowiedziała lub oficjalnie poparła udział w marszu.
W związku z tak wielkim odzewem, podobne manifestacje zorganizowano w większych miastach w Polsce i za granicą.

## Przebieg

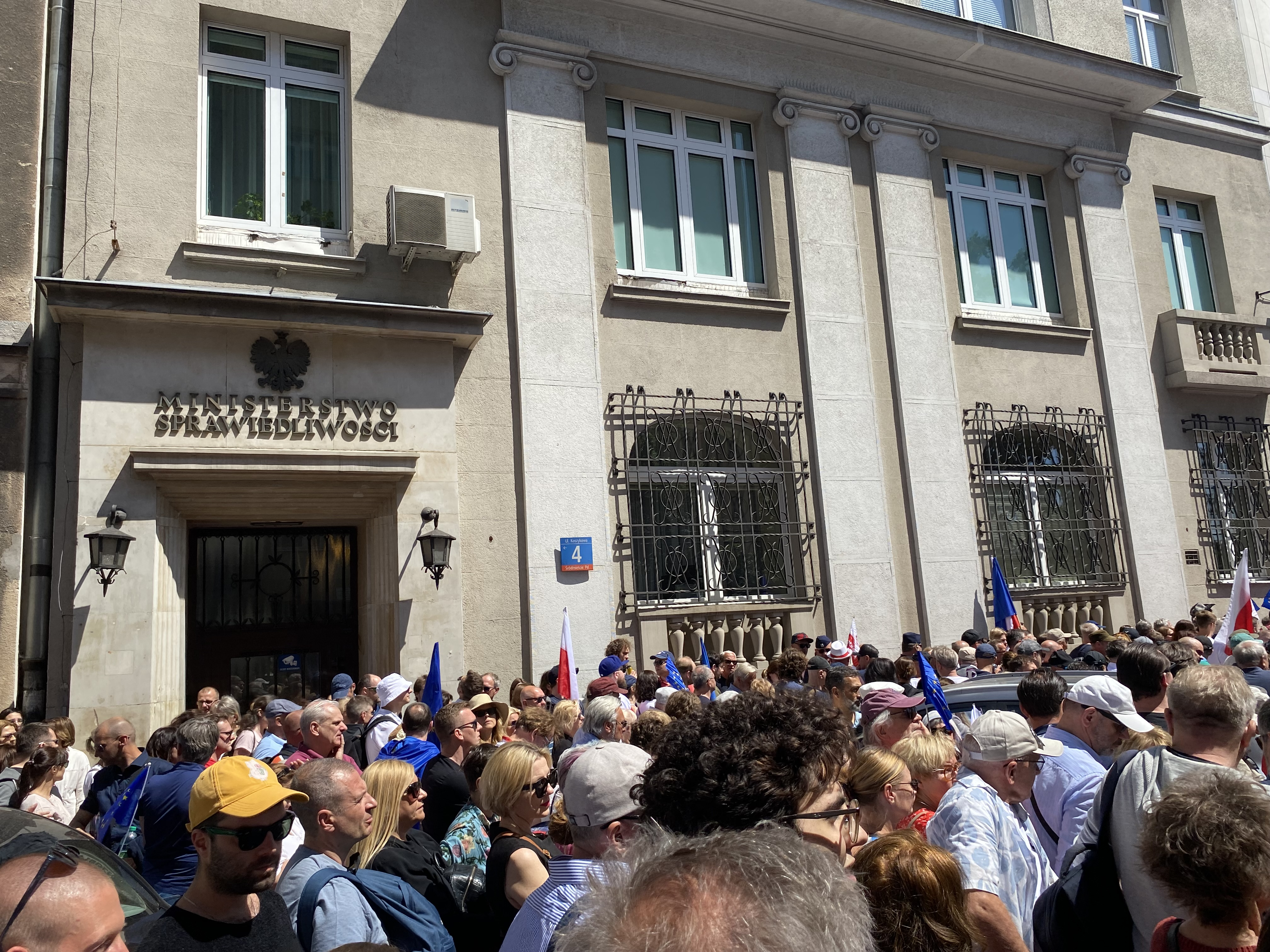
Manifestacja przed Ministerstwem Sprawiedliwości
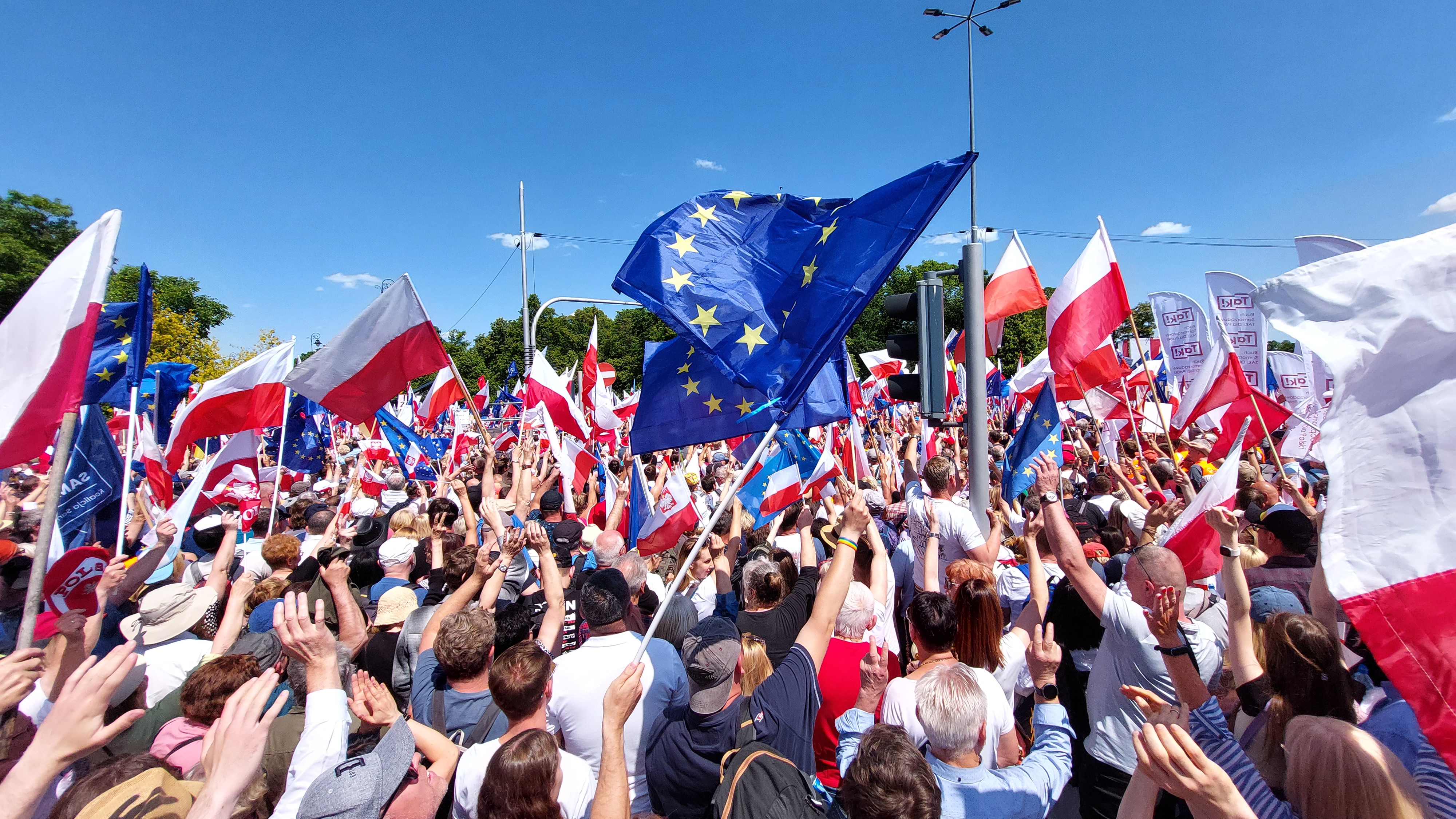
Tłumy wiwatujące na placu Na Rozdrożu
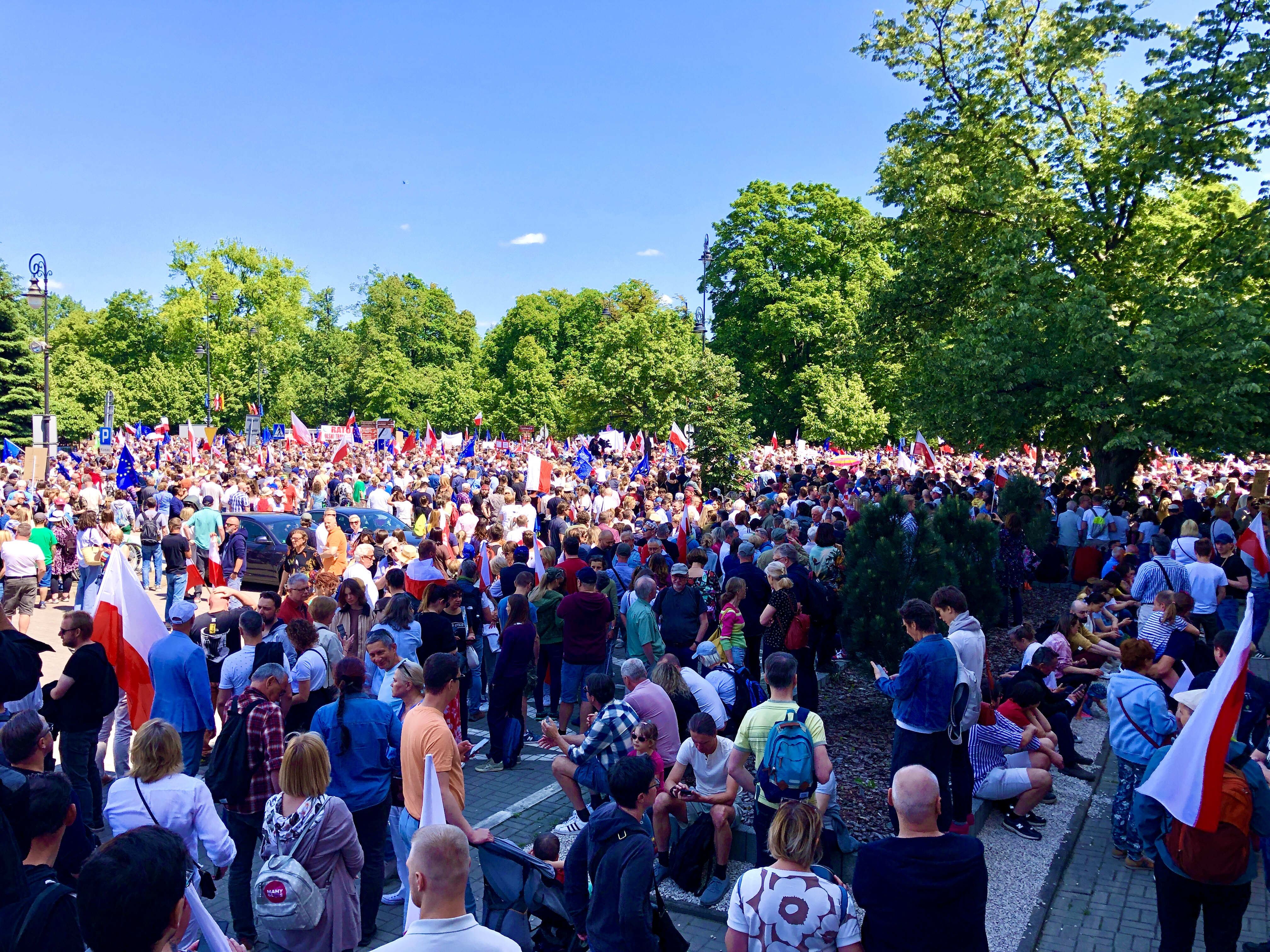
Demonstranci na Alejach Ujazdowskich
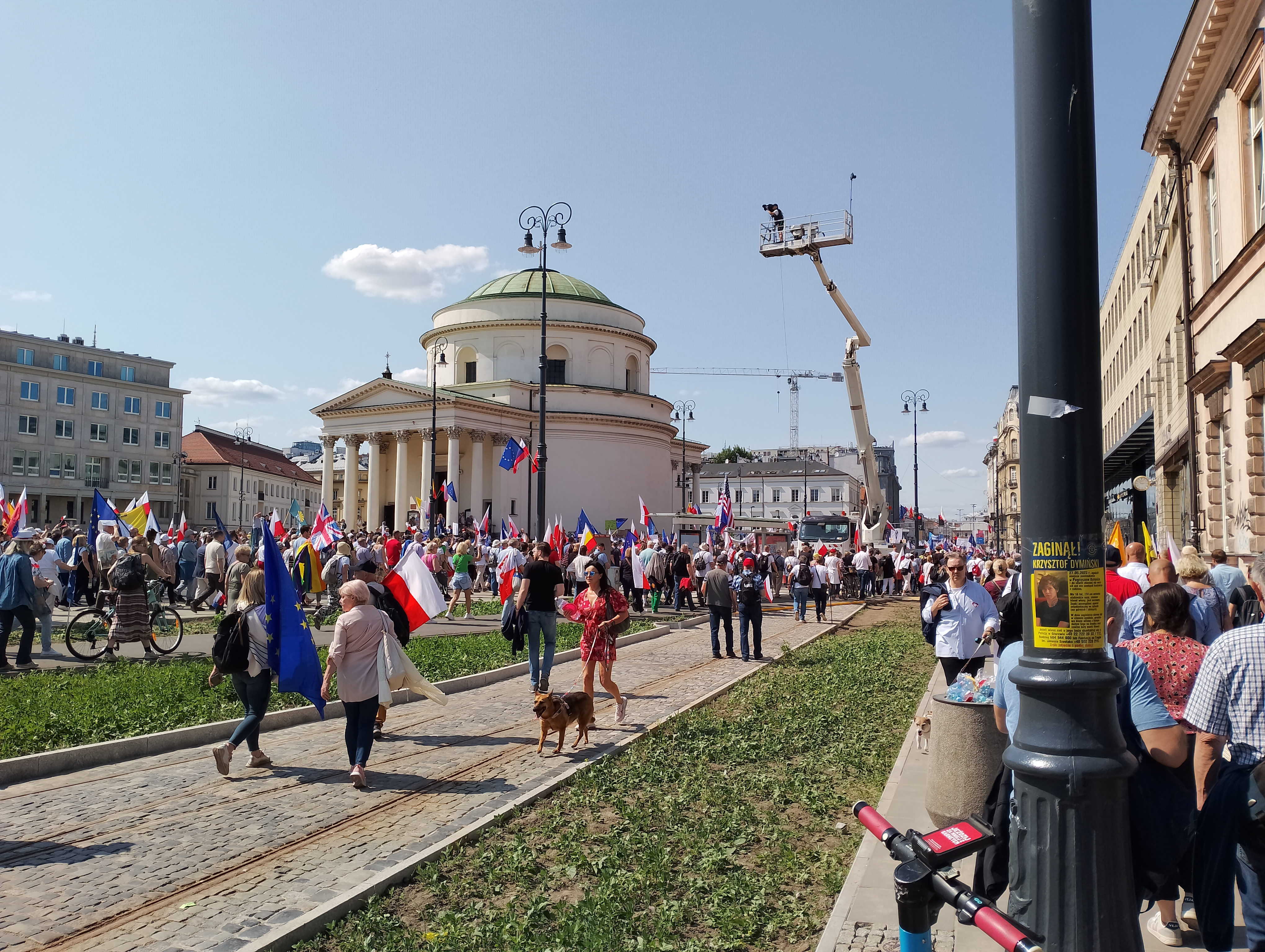
Protest na placu Trzech Krzyży
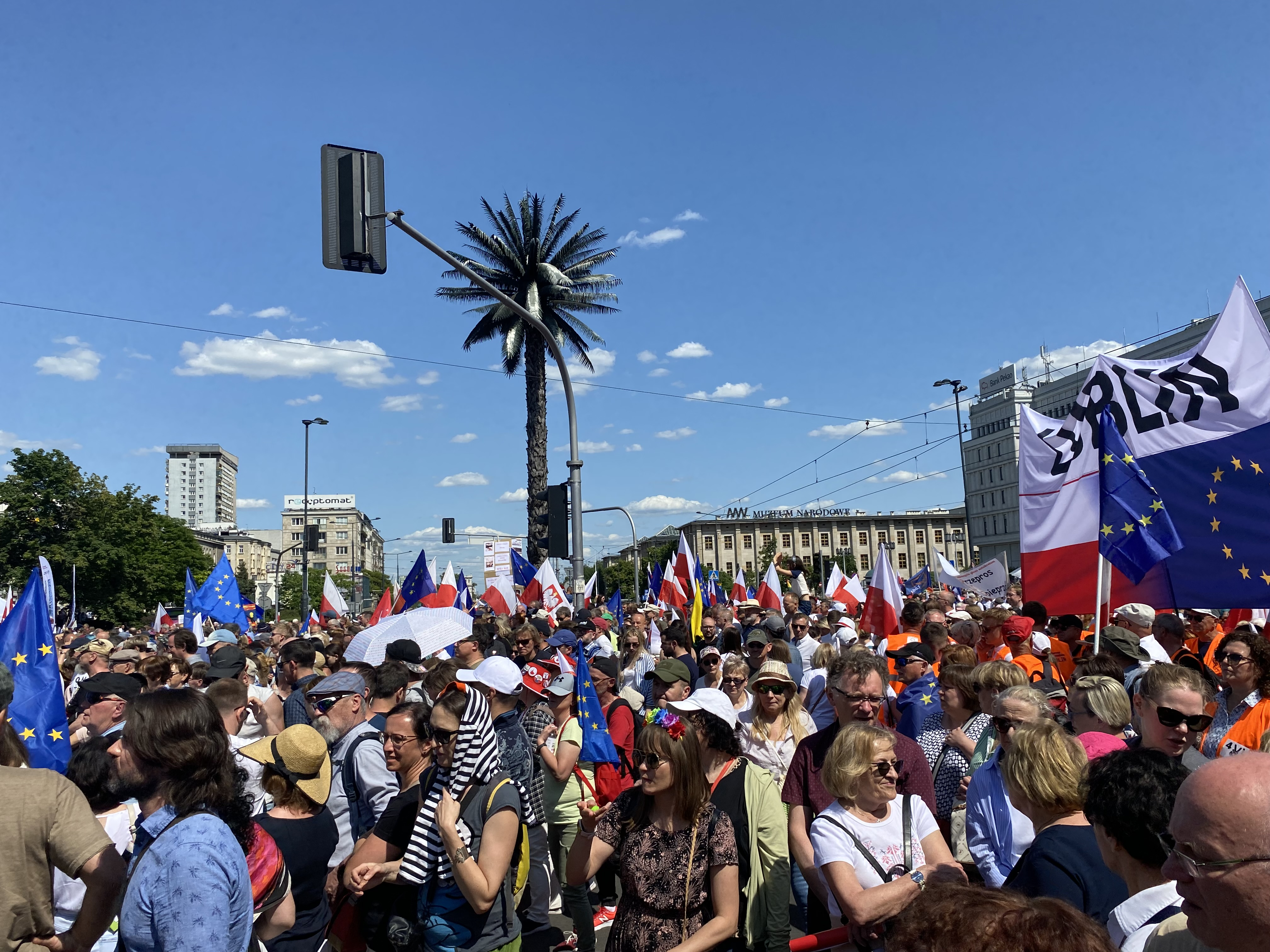
Uczestnicy marszu na rondzie gen. Charles’a de Gaulle’a
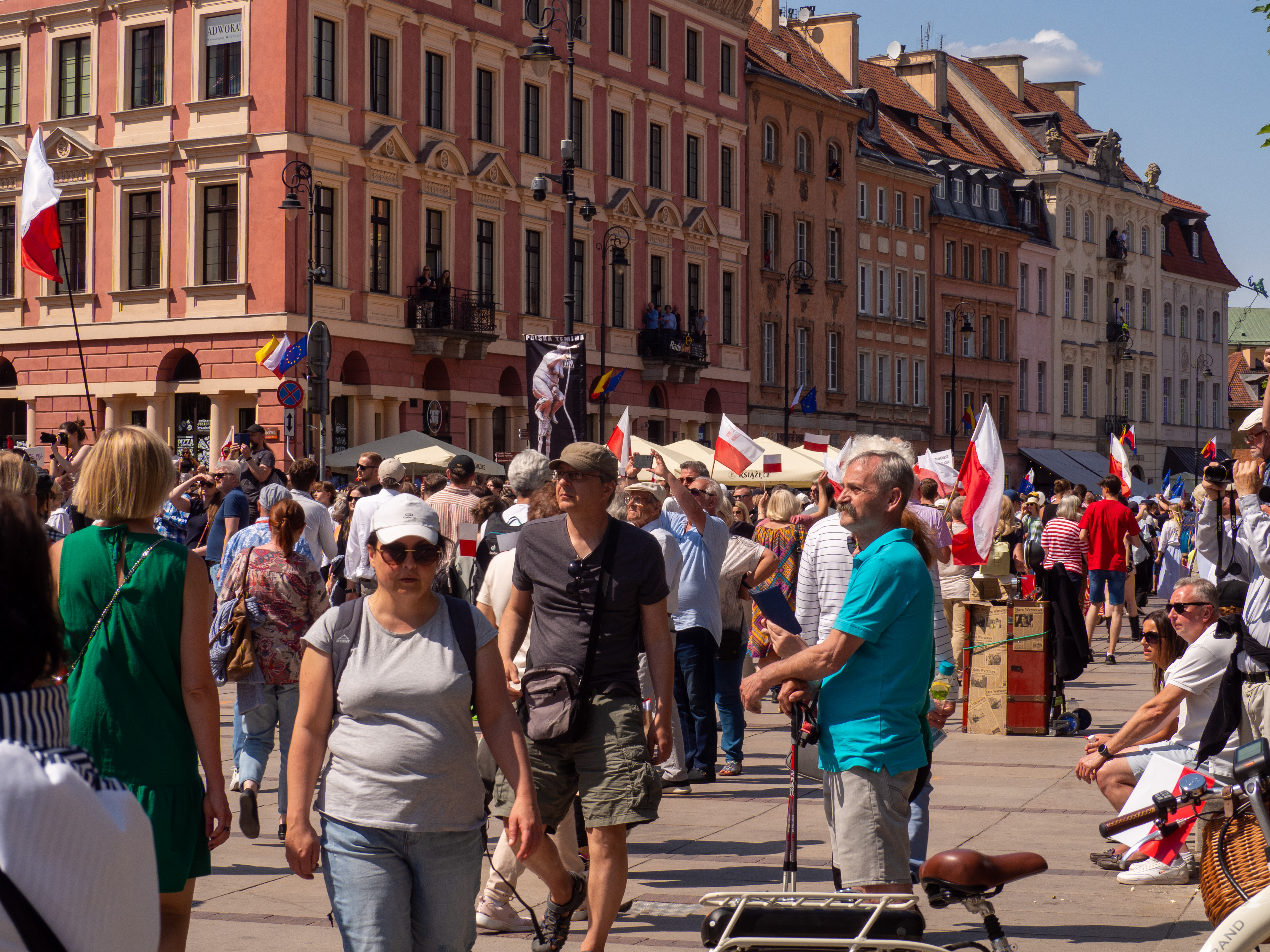
Tłumy na ulicy Krakowskie Przedmieście
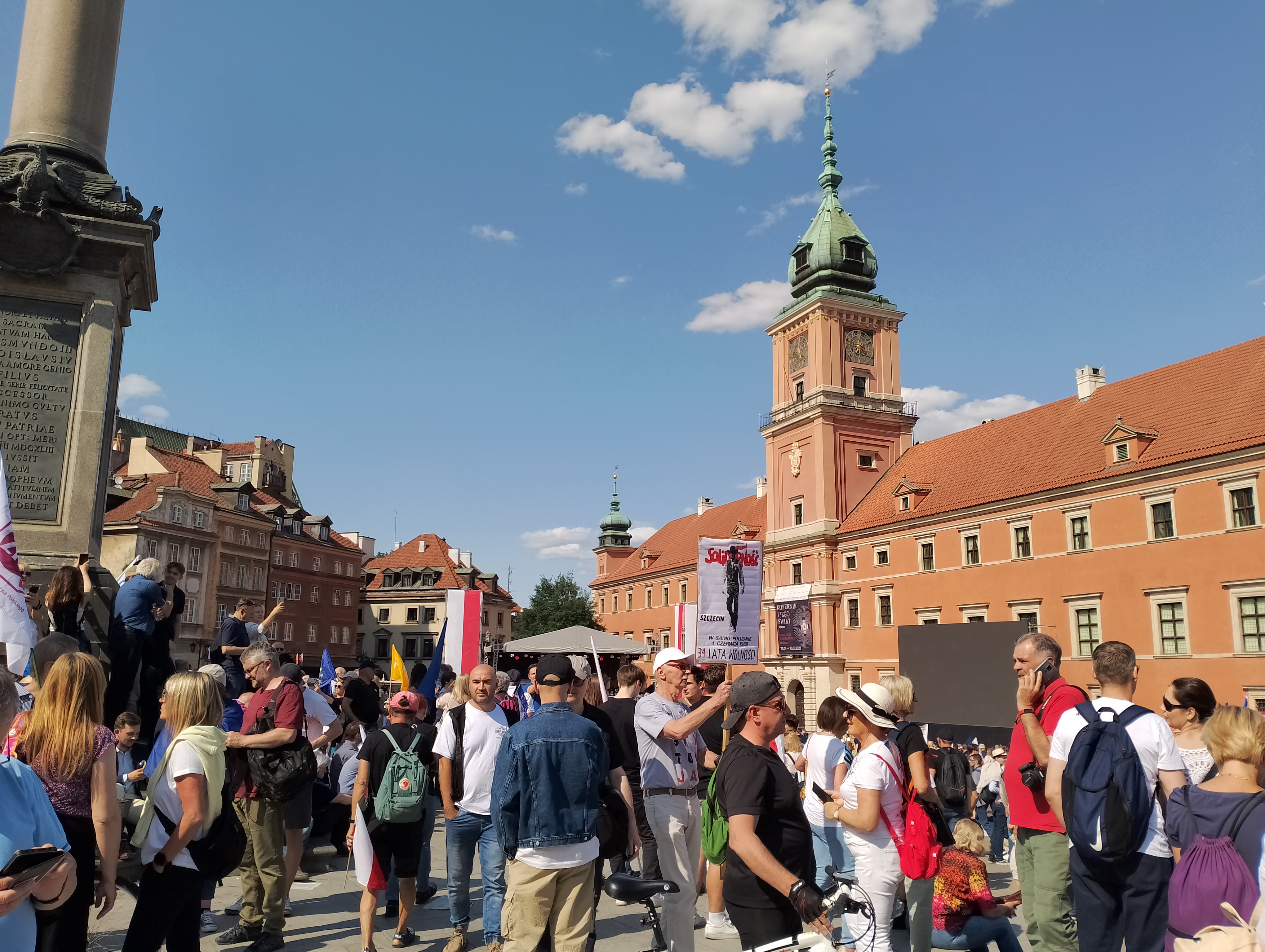
Plac Zamkowy – końcowy punkt marszu

Marsz 4 czerwca rozpoczął się o godzinie 12:00 na placu Na Rozdrożu. Swoje przemówienia wygłosili tam Donald Tusk, Lech Wałęsa, Sylwia Gregorczyk-Abram, Rafał Trzaskowski i Włodzimierz Czarzasty. Następnie czoło marszu ruszyło w kierunku placu Zamkowego. Podczas przemarszu sceną, na której przemawiali goście był specjalnie zorganizowany autobus piętrowy. Prowadzącymi marsz zostali Bartosz Arłukowicz i Monika Wielichowska. Przed godziną 15:00 marsz dotarł na plac Zamkowy, gdzie po mowie przewodniczącego parlamentarnego klubu Koalicji Obywatelskiej Borysa Budki, przemówienie końcowe wygłosił Donald Tusk. W jego trakcie złożył ślubowanie, w którym obiecał zwycięstwo, rozliczenie, naprawienie ludzkich krzywd i pojednanie polskich rodzin.

## Uczestnicy
Oprócz Platformy Obywatelskiej udział w marszu wzięło większość partii opozycyjnych, takich jak: Nowa Lewica, Polska 2050, Polskie Stronnictwo Ludowe i mniejsze partie wchodzące w skład Koalicji Polskiej, Razem, Porozumienie i Agrounia. Do manifestacji dołączyły także redakcje Gazety Wyborczej, Newsweeka i wielu mniejszych czasopism, a także Komitet Obrony Demokracji, inicjatywa Wolne Sądy, Związek Nauczycielstwa Polskiego i kilkaset innych organizacji i stowarzyszeń. W wydarzeniu uczestniczyło wiele znanych osób z życia publicznego oraz kulturalnego w tym: Adam Strzembosz, Krzysztof Pyrć, Janusz Gajos, Michał Żebrowski, Tomasz Lis, Andrzej Seweryn, Krystyna Janda, Daniel Olbrychski, Olga Bołądź, Maja Ostaszewska, Maciej Dowbor, Wiktor Zborowski, Tomasz Frankowski, Kayah, Magdalena Boczarska, Małgorzata Rozenek-Majdan, Monika Richardson, Hanna Śleszyńska, Maja Komorowska, Andrzej Saramonowicz, Tomasz Dedek, Dariusz Rosati i Krzysztof Materna.

## Zasięgi i skutki

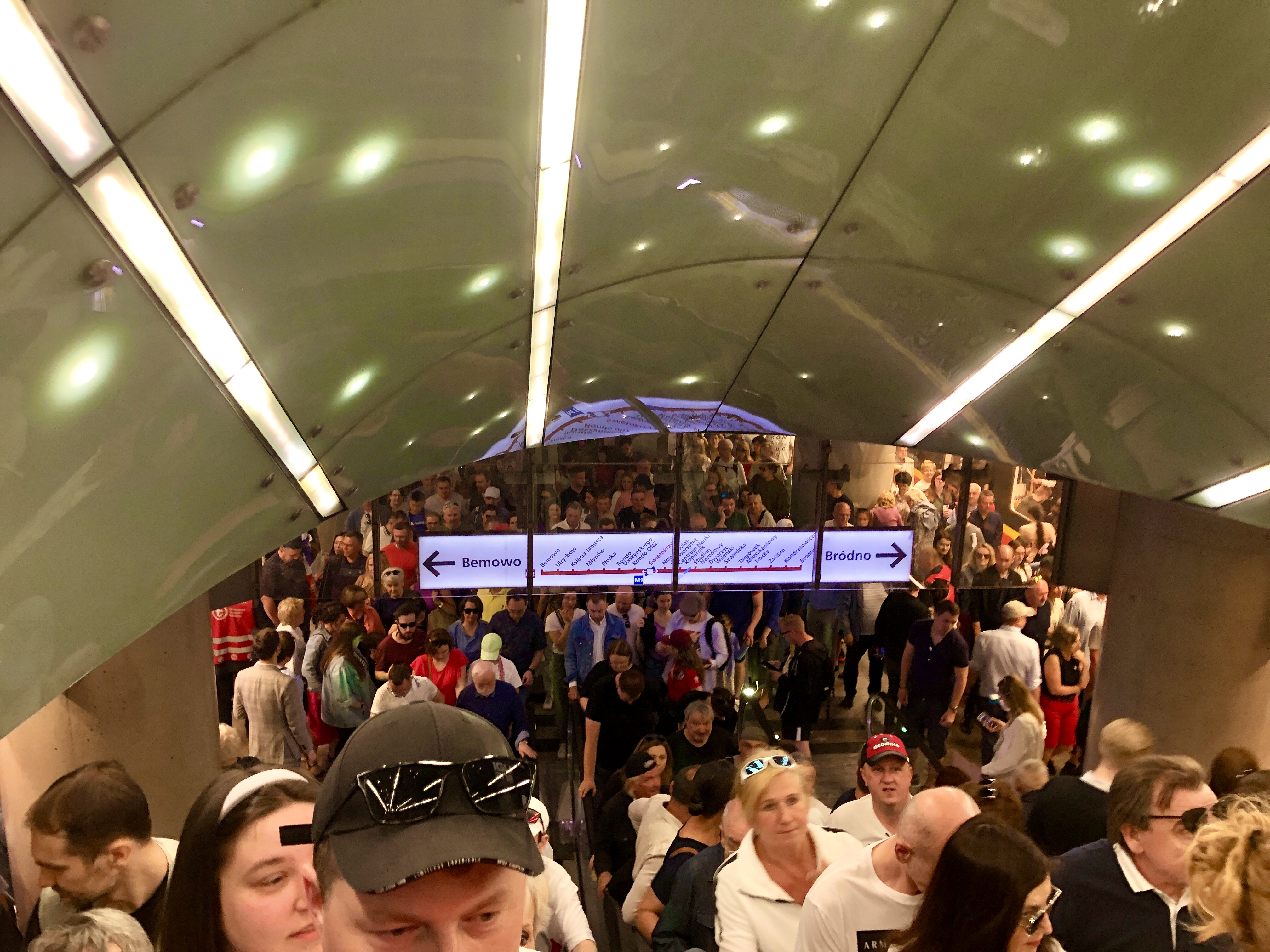
Uczestnicy marszu na stacji metra Świętokrzyska

### Liczba osób
Według pierwotnych założeń organizatorów uczestników miało być około 50 tysięcy, chociaż po przegłosowaniu „lex anty-Tusk” organizatorzy zaktualizowali swoje prognozy na około 200 tysięcy. Po marszu w mediach pojawiły się doniesienia o wstępnych szacunkach policji wynoszących 100–150 tysięcy uczestników marszu, jednak policja oficjalne zaprzeczyła jakoby podała takie informacje. Media niezwiązane z rządem podały oszacowania na podstawie zdjęć i oprogramowania szacującego wielkość tłumów. Onet opublikował oszacowanie mówiące o co najmniej 300 tysiącach uczestników, a OKO.press podało, że było co najmniej 380 tysięcy. Oszacowania tego typu mogą być obarczone dużym błędem, ponieważ zależą od szacowania gęstości tłumu na zdjęciu, która może się wahać od 2 do 5 osób na m². Organizatorzy podali oszacowanie przybliżone na około 500 tysięcy osób.
Rzeczniczka metra podała, że do godziny 13 metro na M1 i M2 przewiozło 178 531 dodatkowych pasażerów, a łącznie 477 586 (przy czym rzeczywiste liczby są większe, bo podane dane nie uwzględniają osób jadących metrem po otworzeniu bramek). Rzecznik ZTM podał, że autobusy przewiozły o 20% osób więcej niż w typowe niedziele.

### Zasięgi w mediach
Dane o zasięgu w mediach społecznościowych podał profil Polityka w sieci, który oszacował zasięg marszu łącznie na 300 milionów ekspozycji i przebił znacząco dane o zasięgach marszów Strajku Kobiet z 2020 roku. Michał Fedorowicz z IBIMS zwrócił uwagę, że niezwykła była zarówno intensywność ekspozycji na informacje o marszu 4 czerwca, jak i to, że długa transmisja z marszu pojawiła się na karcie „Na czasie” na portalu YouTube.
W mediach tradycyjnych średnia oglądalność wyniosła 2,12 mln (transmisje w TVN, TVN24 oraz Polsat News), z czego największą oglądalność miało TVN24 i było to 1,22 mln widzów co stanowi ok. 15,4% w grupie powyżej 4. roku życia.
Po zakończeniu protestu, był on szeroko komentowany przez najważniejsze media zagraniczne.

### Skutki polityczne
W sondażach bezpośrednio po marszu trzy sondażownie pokazały statystycznie istotny wzrost popularności KO (ok. 5–6 punktów procentowych), a w jednym z nich KO wyprzedziło partię rządzącą. Jak wskazują sondaże oraz komentatorzy i politycy, marsz mógł mieć efekt wzmocnienia największych organizacji politycznych, czyli Koalicji Obywatelskiej, a w szczególności Platformy Obywatelskiej.
W piątek, 2 dni przed marszem i 1 dzień po wejściu ustawy w życie, prezydent Duda zdecydował się złożyć nowelizację ustawy zwanej „lex anty-Tusk”. Nowelizacja, jak mówił prezydent i później jego doradczyni, ma złagodzić część najbardziej krytykowanych zapisów ustawy, w szczególności zmniejszyć możliwość stosowania środków karnych przez komisję. Według środowiska prezydenta nowelizacja miała też zmniejszyć napięcia społeczne związane z manipulacjami, które według nich pojawiły się w związku z ustawą. Doradca prezydenta ds. wizerunku Marcin Mastalerek skrytykował publicznie PiS m.in. za błędy w reakcji na marsz 4 czerwca. Rzecznik PiS zapowiedział, że rząd zajmie się nowelizacją i komisja w pierwotnym kształcie nie zostanie powołana. 17 czerwca nowelizacja ta została przegłosowana przez sejm z poprawkami. Jedna z poprawek wykreśliła 17 września jako terminu publikacji raportu końcowego komisji.
Według PAP marsz 4 czerwca przyczynił się do wygranych wyborów 15 października 2023 r..